# Tu accendi la mia vita
Tu accendi la mia vita (You Light Up My Life) è un film del 1977 diretto da Joseph Brooks. Il film è stato ampiamente stroncato dalla critica, ottenendo un punteggio del 20% su Rotten Tomatoes. Qualche critico ha elogiato il ritratto sensibile di Didi Conn e la canzone dal titolo omonimo del film come le uniche caratteristiche più meritevoli.

## Trama
Fin da piccola Laurie viene spronata dal padre, un comico,  a seguire il mondo dell'arte e quello degli spot pubblicitari e televisivi. Laurie però continua a coltivare quella che sente essere la sua vocazione di cantautrice ed attrice. Una piccola band musicale non le darà i risultati sperati ma, un giorno, chiamata a sostituire un'attrice, Laurie si trova agli ordini di Chris regista di film, e riesce ad interpretare una canzone da lei stessa composta: "You Light Up My Life".  Ormai sicura del suo talento abbandona il suo mondo e si trasferisce a New York dove scalerà le vette della canzone leggera in breve tempo.

## Colonna Sonora
Il film ha vinto l'Oscar per la miglior canzone ed il Grammy Award for Song of the Year per la canzone You Light Up My Life. La canzone è stata scritta da Joseph Brooks e cantata, solo per la versione del film, da Kvitka "Kasey" Cisyk.
Il pezzo è stato più tardi ripreso da Debby Boone, e diventato il numero 1 nella classifica di Billboard Hot 100 nelle 100 canzoni con 10 settimane consecutive di permanenza in classifica diventando, così, una delle maggiori "hit" degli anni '70. Debby Boone ha vinto un Grammy Awards per "Best New Artist".

## Tracce
Lato A
1. You Light Up My Life
2. The Morning Of My Life
3. It's A Long Way From Brooklyn
4. Phone Call
5. You Light Up My Life (Instrumental)

Lato B
1. Rolling The Chords
2. Do You Have A Piano
3. Ride To Chris' House
4. California Daydreams
5. You Light Up My Life (reprise)